# АИСТ (компания)
АО «АИСТ» («Ассоциация информационных сетей Тольятти») — телекоммуникационная компания Самарской области, Приволжский федеральный округ. Предоставляет широкий спектр услуг интернета и телефонной связи в Тольятти и Самаре. Штаб квартира в г. Тольятти. С 20 июня 2016 года принадлежит Ростелеком.

## История
- 1996, июль — основание компании. 16 июля 1996 отмечается как «день рождения» компании.
- 1998 год — по инициативе мэра Тольятти Сергея Жилкина, заместителя мэра Владимира Ягутяна и депутатов Тольяттинской городской думы — Игоря Борисова, Павла Алёшкина, Евгения Липатникова — гордума утвердила выделение бюджетных средств для телефонизации города Тольятти (впоследствии все указанные лица стали акционерами компании).
- 2000, октябрь — началось предоставление услуг телефонной связи по технологии DECT.[3]
- 2002, январь — выпущено 93 тысячи акций компании на сумму 37 136 400 рублей.[4]
- 2003, 27 мая — компания первой из поволжских телекоммуникационных компаний сертифицирована независимым органом Bureau Veritas Certification.
- 2005 — запускается проект «Тольятти — Территория Wi-Fi», как альтернатива коммутируемому доступу.[5] Это первый в России проект подобного масштаба по предоставлению беспроводного доступа в интернет.[6] Что приводит к тому, что в 2006 году Тольятти упоминается как «Лидер по количеству хот-спотов в регионе».[7]
- 2006 — компания получает статус оператора зоновой телефонной связи.[8]
- 2007 — компания оценивается как один из значимых игроков на рынке широкополосного интернет-доступа в Самарской области.[9]
- 2007, март — появляются сообщения о вероятной покупке компании «Самара-Интернет».[10]
- 2007, июнь — компания заявляет о начале экспансии в другие города Приволжского федерального округа для развития услуг ШПД.[11]
- 2007, сентябрь — ЗАО «АИСТ» завершило сделку по приобретению 100 % акций ООО «Полярная звезда», что позволит компании укрепиться на рынке Самары.[12] Чем окончательно поставила точку относительно проходившей ранее информации о покупке «Самара-Интернет»[13]
- 2007, октябрь — компания представила обновленный бренд: если раньше «АИСТ» позиционировался как телефонная компания, то теперь это интернет-компания, что отражает реальное положение дел и основной вектор развития ЗАО «АИСТ» в ближайшие годы.[14]
- 2008, апрель — компания сообщает о намерении начать развитие Wi-Fi сети в Самаре обеспечив беспроводным доступом наиболее посещаемые места города.[15]
- 2010, март — компания начинает новый проект «Лови Wi-Fi» — предоставление бесплатного доступа в интернет для жителей Самары.[16]
- 2016, июнь — Ростелеком приобрёл компанию через свою дочку Башинформсвязь.

## Собственники
Крупнейшими акционерами и стратегическими финансовыми партнерами компании ЗАО «АИСТ» являлись «Европейский банк реконструкции и развития» (ЕБРР), инвестиционное подразделение Всемирного банка — Международная финансовая корпорация (IFC) и др. Управление инвестициями осуществляет венчурный фонд Russia Partners II. А также российские акционеры: бывшие депутаты гордумы Игорь Борисов — председатель совета директоров ЗАО «АИСТ», Евгений Липатников, Павел Алёшкин, бывший заместитель мэра Владимир Ягутян — председатель совета директоров ОАО «МФК», братья Михаил и Максим Вайнштейны, Игорь Кожин и Вера Жилкина.
В 2008 году аналитики ИК «Финам» оценивали стоимость ЗАО «АИСТ» в $30 млн. 20 июня 2016 года госкомпания «Ростелеком» через свою дочку ПАО «Башинформсвязь» приобрела АИСТ за 1 420 млн рублей, что по курсу доллара на 14 июня 2016 года составило $21,5 млн.

## Деятельность
Крупный телефонный проект в Автограде позволил компании стать одним из ведущих в регионе альтернативных операторов.
Компания создана по инициативе Мэра Тольятти Сергея Жилкина в противовес монополии Федеральному оператору «ВолгаТелеком».
В настоящее время компания продолжает развитие проект по строительству в Самаре и Тольятти сетей широкополосного доступа в Интернет — подключение жилых домов к оптоволоконной сети на скорости 1 Гбит/с. В рамках комплекса услуг Triple Play — линии Fast Ethernet со скоростью 100 Мбит/с, с оказанием услуг IPTV, использую формат HDTV) и телефония посредством VoIP. Компания также остается крупнейшим Wi-Fi-провайдером.
В эксплуатации находится волоконно-оптическая транспортная сеть в Самаре и Тольятти, которая имеет собственные междугородние магистрали в Самарской области. Сеть, построенная с использованием технологий SDH, ATM, IP, CWDM, охватывает более 30 населенных пунктов Самарской области, а в структуре сети функционирует более 500 базовых коммутаторов уровней STM-1, STM-4, STM-16, Gigabit Ethernet и 10 Gigabit Ethernet. Используется оборудование производства Cisco, Ericsson, Alvarion, Huawei, SAF Tehnika, «Гудвин-Бородино», InfiNet Wireless.
«АИСТ» владеет доменом avtograd.ru, на котором находится уникальная карта города Тольятти, которая создавалась компанией. На этом же домене организовано самое многочисленное интернет-сообщество Самары и Тольятти. «АИСТ» является также участником «Локальной сети Яндекс».
Предоставление услуг электросвязи ЗАО «АИСТ» осуществляется под контролем Системы Менеджмента Качества в соответствии с требованиями ISO 9001:2000. Система сертифицирована независимым органом Bureau Veritas Certification 27.05.2003 года.
В 2013—2015 годах генеральный директор компании АИСТ Александр Сергиенко, возглавлял местное отделение партии Гражданская Платформа, членом которой являлся мэр Тольятти Сергей Андреев, получив на выборах 2013 года, по спискам 1 депутатский мандат в Думе Тольятти.

## Скандалы
В 2000 году местное отделение ЛДПР под руководством помощника депутата ГД Юрия Микерина вело информационное противостояние с компанией АИСТ, о возврате бюджетных средств города выделенных мэрией Тольятти под руководством Мэра Сергея Жилкина группе депутатов (Алёшкин, Борисов, Липатников, Ягутян) на создание альтернативного оператора связи, ставшие впоследствии вместе с мэром акционерами крупнейшей телефонной-интернет компании ЗАО АИСТ.
В октябре 2003 года местный коммерческий банк «Потенциал банк», подал заявление в суд на ЗАО АИСТ о самовольном присвоении части здания. Выяснения отношений дошли до того, что председатель совета директоров «АИСТ» Игорь Борисов был осужден на 5 лет лишения свободы в колонии общего режима. 14 ноября 2003 года кассационная коллегия Самарского областного суда вынесла решение об отмене обвинительного приговора в отношении председателя совета директоров телефонной компании «АИСТ» Игоря Борисова.